# Prisionero de guerra

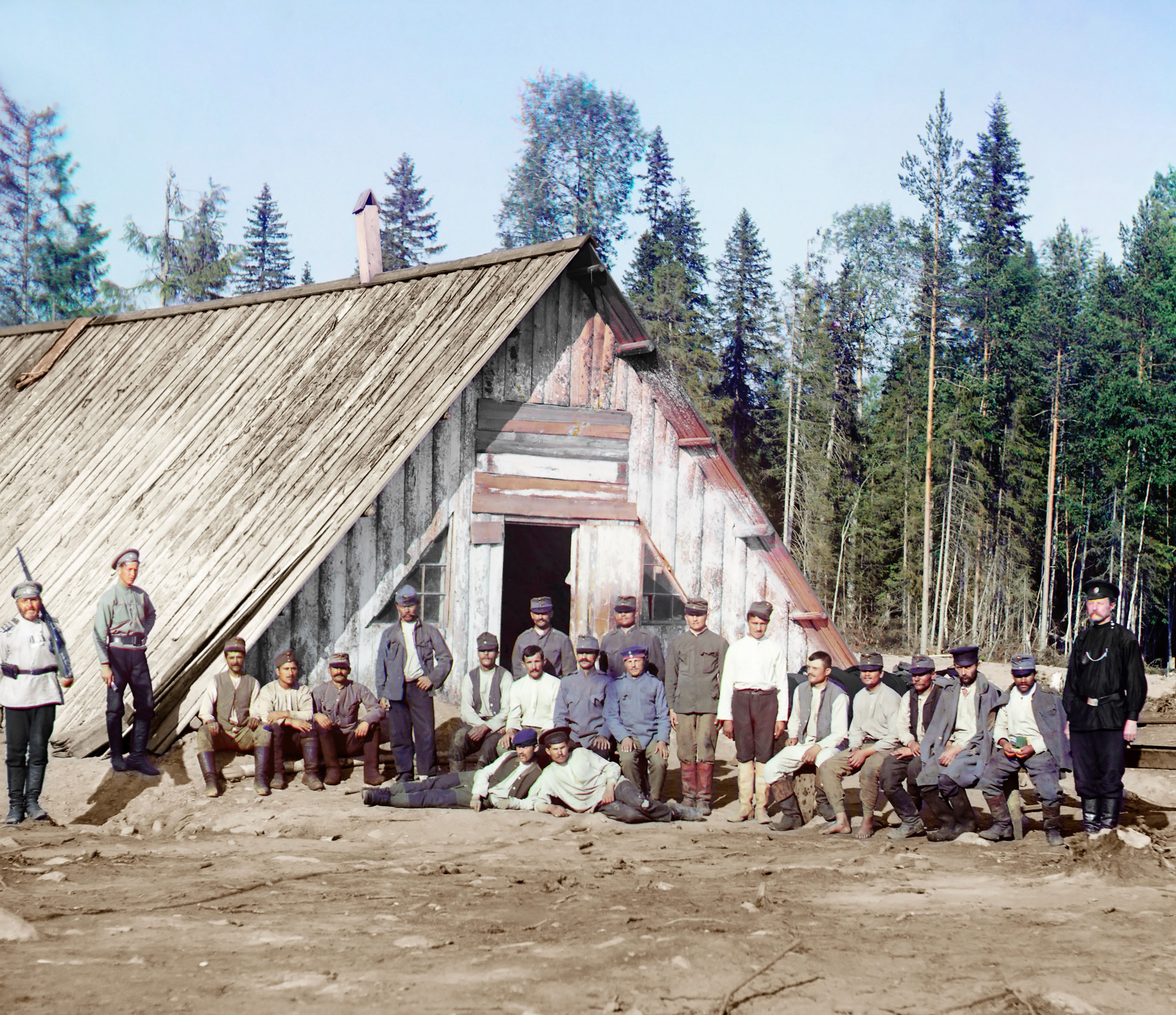
Soldados del Imperio austrohúngaro hechos prisioneros de guerra en Rusia durante la Primera Guerra Mundial; una fotografía en color de 1915 tomada por Serguéi Prokudin-Gorski.

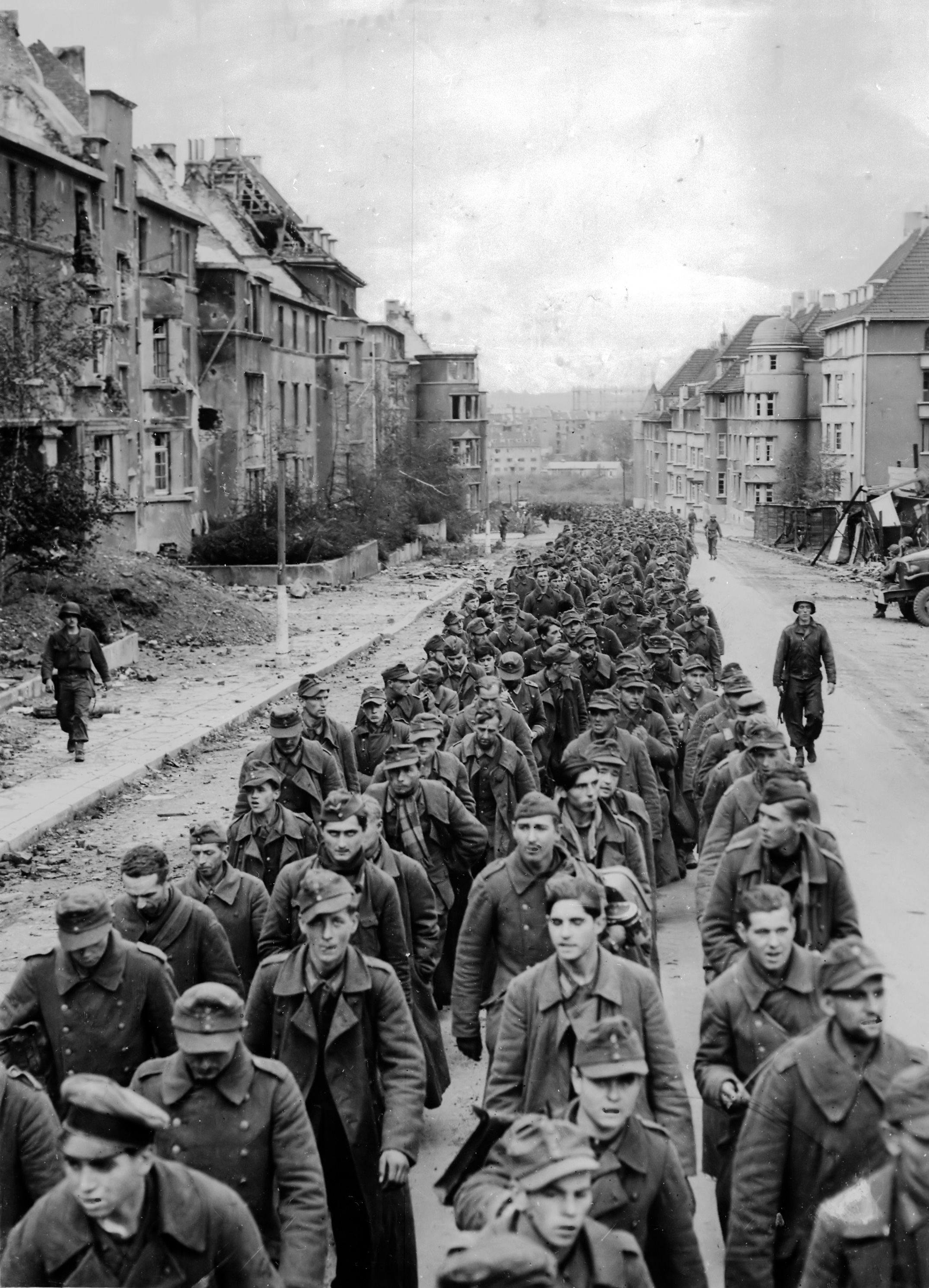
Prisioneros de guerra alemanes capturados tras la caída de Aquisgrán, en 1944, durante la Segunda Guerra Mundial.

Un prisionero de guerra (PDG), también conocido como enemigo prisionero de guerra (EPG), es un soldado, piloto o marino que es hecho prisionero por el enemigo durante o inmediatamente después de un conflicto armado. Existen leyes para asegurarse de que los prisioneros de guerra serán tratados humana y diplomáticamente. Las naciones varían en el cumplimiento de tales leyes.
El artículo 4 del Tercer Convenio de Ginebra protege al personal militar capturado, algunos guerrilleros y ciertos civiles. Esto se aplica desde el momento de la captura hasta cuando es liberado o repatriado. Uno de los principales puntos de la convención hace que sea ilegal torturar a los prisioneros, y al prisionero solo le pueden pedir su nombre, fecha de nacimiento, rango y número de servicio (si es aplicable).
El estatus de prisionero de guerra no incluye a los desarmados o a los no combatientes capturados en tiempo de guerra, los cuales están protegidos por la Cuarta Convención de Ginebra algo más que por la tercera. En muchas culturas, rendirse ante un enemigo era considerado un acto muy deshonroso.

## Historia

### Antigüedad
En un principio, los prisioneros de guerra eran sacrificados bárbaramente pero después se les redujo a esclavitud. En la Antigüedad, las leyes de guerra autorizaban a ahorcar, degollar o mutilar a los hombres válidos de una ciudad tomada por asalto (y lo mismo ha sucedido modernamente, por ejemplo, en Tarragona tras el asalto de los franceses en 1811) y a vender a las mujeres y los niños. Ni los lacedemonios, ni los romanos hasta después de las guerras púnicas hacían prisioneros, pues mataban a los que caían en su poder y sólo rara vez hacían canjes. Posteriormente, los prisioneros de guerra eran vendidos como esclavos.

### Edad Media
Durante la Edad Media, se libraron varias guerras religiosas particularmente encarnizadas. En la Europa cristiana, el exterminio de los herejes o "no creyentes" era deseable. Ejemplos de esto son la Cruzada albigense del siglo XIII y las Cruzadas Bálticas. Asimismo, los habitantes de las ciudades conquistadas eran masacrados con frecuencia durante las Cruzadas contra los musulmanes en los siglos XI y XII. Los nobles podían esperar ser rescatados, sus familias debían enviar a sus captores grandes sumas de bienes de acuerdo con el estatus social del cautivo.
En la Arabia preislámica, tras la captura, los cautivos no ejecutados eran obligados a rogar por su subsistencia. Durante las reformas tempranas del Islam, Mahoma cambió esta costumbre, y el gobierno islámico se hizo cargo de proveer alimentación y vestimenta en una cantidad razonable a los cautivos, sin importar cuál fuese su religión. Si los prisioneros estaban en custodia de una persona, entonces la responsabilidad recaía en el individuo. Establecía la regla de que los prisioneros de guerra debían ser custodiados y no maltratados, y que después de que la lucha terminara, los prisioneros debían ser liberados o rescatados. La liberación de los prisioneros era altamente recomendada como un acto caritativo. La Meca fue la primera ciudad que aplicó el código benevolente; sin embargo, los cristianos que fueron capturados en las Cruzadas fueron vendidos como esclavos si no podían pagar un rescate.
La Paz de Westfalia de 1648, que puso fin a la guerra de los Treinta Años, estableció la regla de que los prisioneros de guerra debían ser liberados sin rescate al final de las hostilidades y que debían permitirles retornar a sus hogares.

### Tiempos modernos

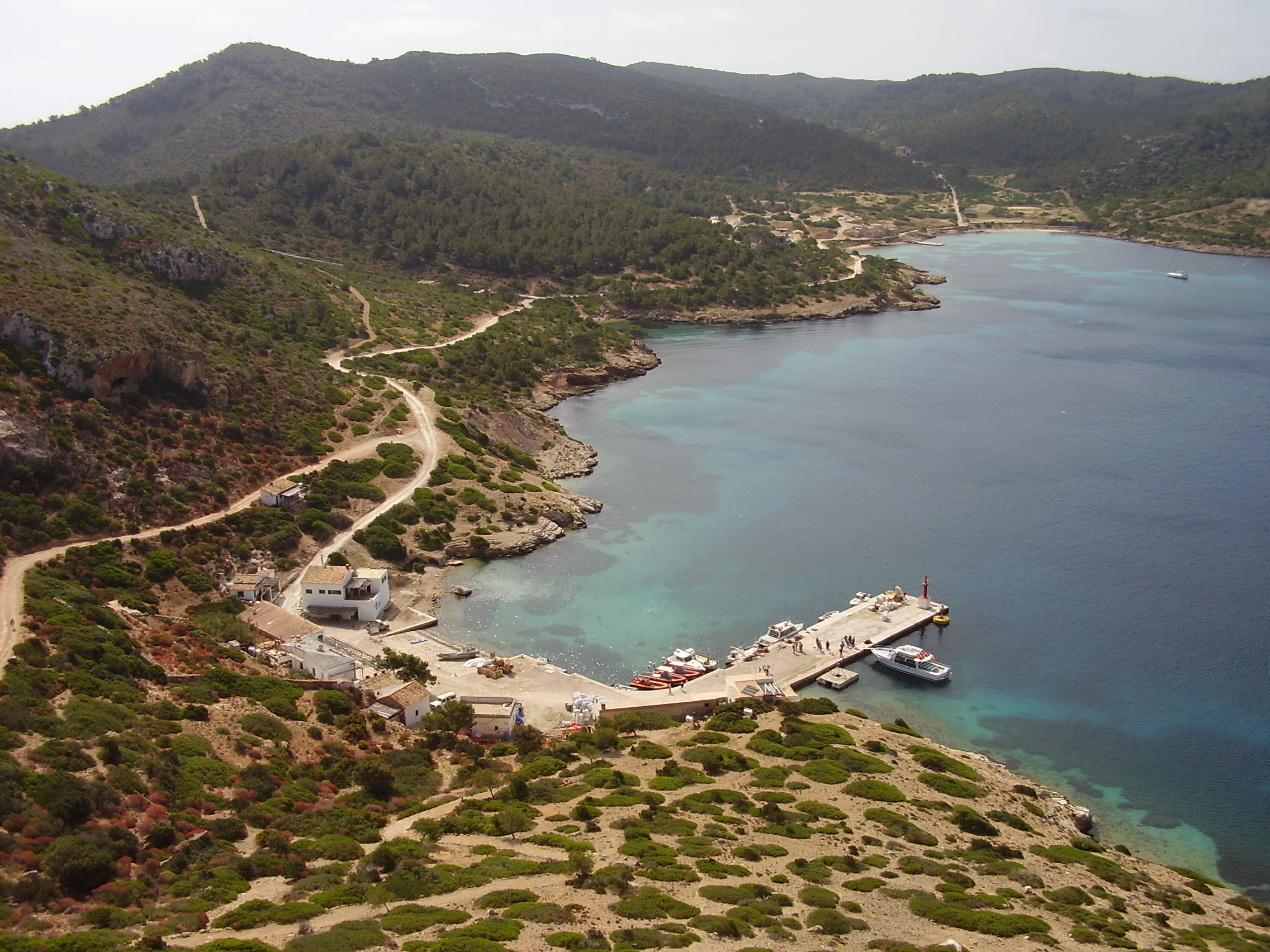
Puerto de la Isla Cabrera (España), donde fueron llevados unos 9000 soldados franceses hechos prisioneros en la invasión francesa de España, y considerada como el primer campo de concentración de la historia.

Durante el siglo XIX, se incrementaron los esfuerzos para mejorar el tratamiento y el proceso de los prisioneros. El periodo extensivo del conflicto durante la Guerra de Independencia de los Estados Unidos y las Guerras Napoleónicas (1793-1815), seguidas por la guerra anglo-estadounidense de 1812, llevó al surgimiento de un sistema de carteles para el intercambio de prisioneros, incluso cuando los beligerantes estaban en guerra. Un cartel era acordado usualmente por el servicio armado respectivo para el canje de personal del mismo rango. El objetivo era lograr una reducción del número de prisioneros aprehendidos, mientras que al mismo tiempo se aliviaba la escasez de personal cualificado en el país de origen.
En 1863 se promulgó en los EE. UU. el Código Lieber que unilateralmente protegía legalmente los derechos de los prisioneros. Más tarde, como resultado de estas convenciones emergentes, se celebraron varias conferencias internacionales, empezando con el Primer Convenio de Ginebra (1864) y el no ratificado Proyecto de declaración concerniente a las leyes y costumbres de la guerra en Bruselas 1874, donde las naciones estuvieron de acuerdo en que era necesario prevenir el trato inhumano de los prisioneros y el uso de armas que causaran daño innecesario. Aunque no se ratificaron inmediatamente tales acuerdos por parte de las naciones participantes, el trabajo continuo resultó en la adopción de nuevas convenciones que fueron reconocidas como Derecho internacional, en las que se especificaba la exigencia de que los prisioneros de guerra fueran tratados humanamente.
El 18 de febrero de 1913, durante la Decena Trágica, Gustavo Adolfo Madero, hermano del presidente de México, Francisco I. Madero, fue hecho prisionero por el general Victoriano Huerta y trasladado a la Ciudadela junto al intendente Adolfo Bassó para ser asesinados posteriormente por linchamiento.

## Primera Guerra Mundial

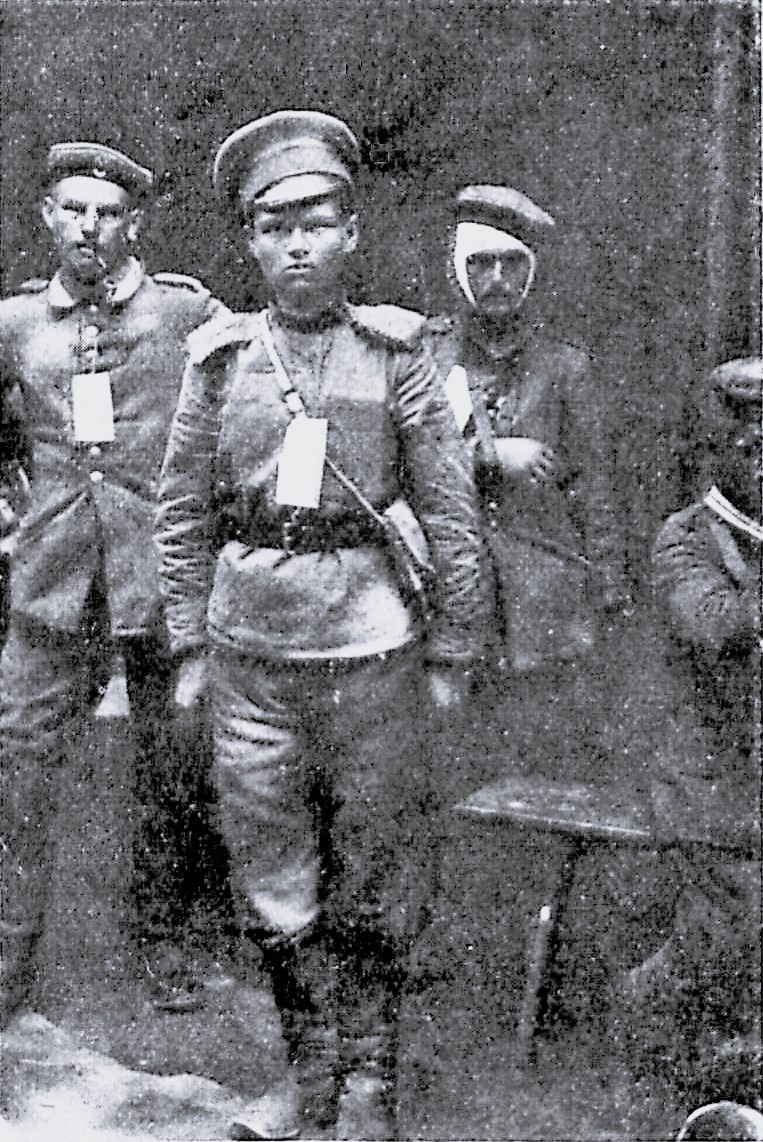
Una prisionera rusa herida por las tropas alemanas, capturada en el frente (1915).

Durante la Primera Guerra Mundial, alrededor de ocho millones de soldados se rindieron y fueron encerrados en campos de prisioneros de guerra hasta el fin del conflicto. Todas las naciones prometieron seguir las reglas de La Haya sobre el trato justo a los prisioneros de guerra, y en general los prisioneros tuvieron una tasa de supervivencia mucho más alta que los que no fueron capturados. Las rendiciones individuales fueron poco frecuentes; una gran unidad se rendía generalmente con todos sus hombres. En Tannenberg, 92 000 rusos se rindieron durante la batalla. Cuando la guarnición asediada de Kaunas se rindió en 1915, 20 000 rusos fueron hechos prisioneros. Alrededor de la mitad de las pérdidas rusas fueron prisioneros (como una proporción de aquellos capturados, heridos o muertos); del Imperio Austrohúngaro, 32 %; de Italia, 26 %; de Francia, 12 %; de Alemania, 9 %; del Reino Unido de Gran Bretaña e Irlanda, 7 %. Los prisioneros de las fuerzas aliadas totalizaron aproximadamente 1,4 millones (sin incluir a Rusia que perdió entre 2,5 y 3,5 millones de hombres como prisioneros), en tanto que de las potencias centrales alrededor de 3,3 millones de hombres cayeron prisioneros.
El Imperio alemán hizo 5 millones de prisioneros; el Imperio ruso, 2,9 millones, mientras que el Reino Unido y Francia tuvieron alrededor de 720 000 prisioneros, la mayor parte en el periodo inmediatamente anterior al armisticio de 1918. Por su parte, los Estados Unidos hicieron 48 000 prisioneros. El momento más peligroso era el acto de rendición, cuando soldados indefensos fueron ejecutados en algunas ocasiones. Una vez que los prisioneros llegaban a un campo de prisioneros de guerra, en general estaban en instalaciones adecuadas (mucho mejor que aquellas de la Segunda Guerra Mundial), gracias en parte a los esfuerzos de la Cruz Roja Internacional y las inspecciones de los países neutrales. En cambio, las condiciones fueron terribles en Rusia, donde la hambruna fue padecida tanto por los prisioneros como por los civiles: alrededor del 40 % de los prisioneros en Rusia murieron o desaparecieron. Casi 375 000 del medio millón de prisioneros de guerra del Imperio Austrohúngaro hechos por los rusos perecieron en Siberia de viruela y tifus. En Alemania, la comida escaseó, pero solo murió el 5 % de los prisioneros.
El Imperio Otomano a menudo maltrataba a los prisioneros de guerra. Algunos de los 11 800 soldados británicos, la mayoría de ellos indios, fueron hechos prisioneros después de resistir cinco meses el asedio de Kut, en Mesopotamia, en abril de 1916. Muchos estaban débiles y hambrientos cuando se rindieron y 4250 murieron en cautiverio.
El caso más curioso se presentó en Rusia, donde los miembros de la Legión Checoslovaca de prisioneros checos (del ejército del Imperio Austrohúngaro) fueron liberados en 1917, armados y convertidos en una fuerza militar y diplomática durante la guerra civil rusa.
- Imperio Ruso: 3,9 millones de prisioneros
- Imperio Austrohúngaro: 2,2 millones[12]
- Francia; Reino Unido y Alemania: 1,3 millones (650 000 alemanes)
- Italia: 0,6 millones

## Calificación como prisionero de guerra
En principio, para tener el estatus de prisionero de guerra, el supuesto PDG debe estar en condiciones como las que indica la ley: ser parte de un regimiento, vestir un uniforme, tener banderas e insignias y mostrar sus armas abiertamente. Así, francotiradores, terroristas y espías pueden ser excluidos. En la práctica, esto no siempre se cumple estrictamente. Los guerrilleros, por ejemplo, pueden no vestir un uniforme o llevar armas abiertamente, pero ahora se les da estatus de prisionero de guerra si son capturados. Sin embargo, los guerrilleros o cualquier otro combatiente puede que no se le confiera el estatus de PDG si intentan pasar por dos tipos, por civil o por militar.

## Trato de los prisioneros de guerra durante la Segunda Guerra Mundial

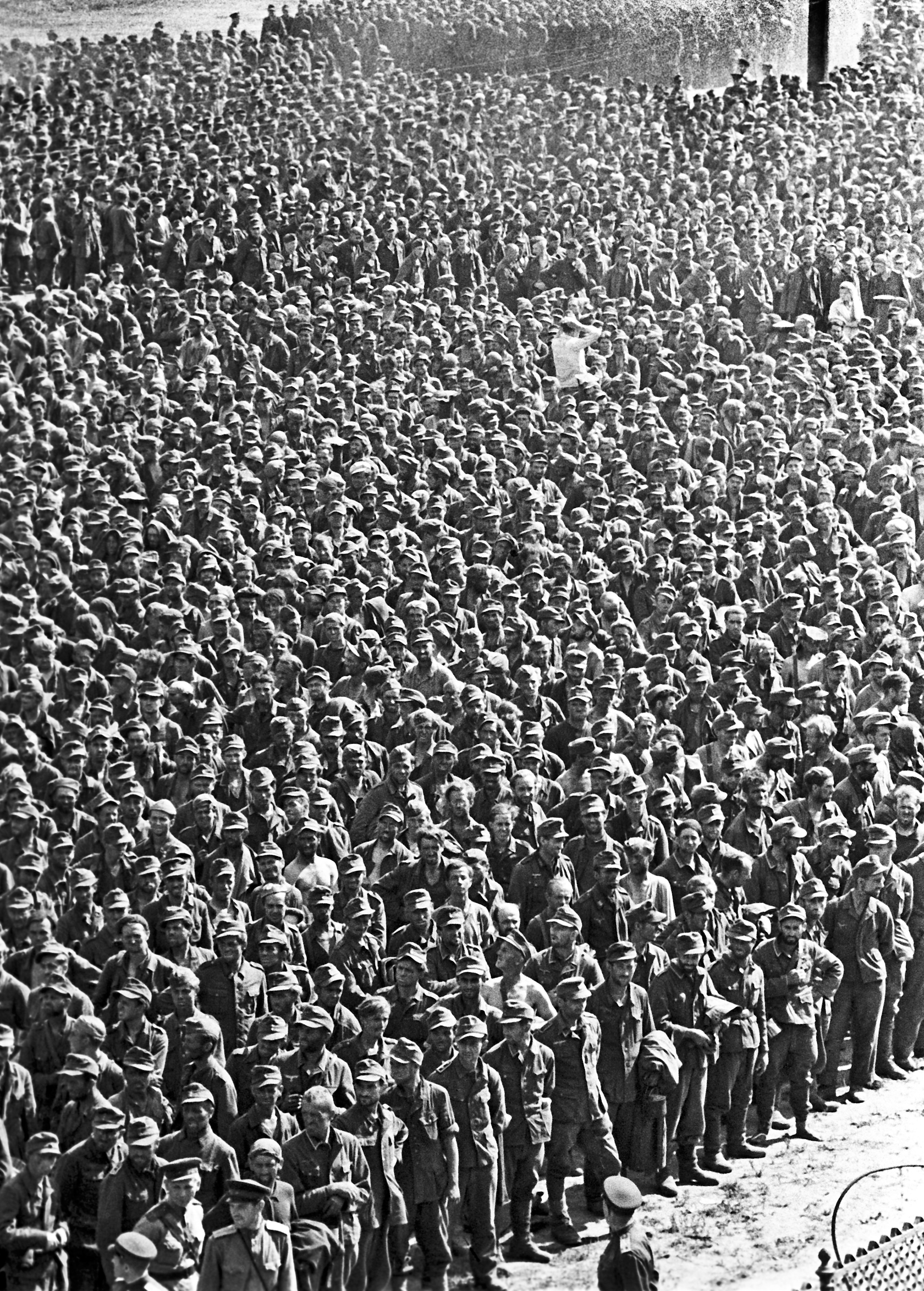
Prisioneros de guerra alemanes desfilan en Moscú, 17 de julio de 1944.

Se estima que entre 6 y 10 millones de prisioneros de guerra resultaron muertos en la Segunda Guerra Mundial. Tanto Alemania como Italia respetaron el Convenio de Ginebra en cuanto al trato a los prisioneros de Francia, Reino Unido, EE. UU. y otros aliados occidentales, incluyendo a las tropas de origen judío. Los soldados fueron obligados a trabajar en condiciones bastante tolerables, mientras que los oficiales no tenían que hacerlo. Aunque era frecuente el racionamiento de los alimentos y las marchas forzadas para alejarlos del avance aliado, solo 8340 prisioneros occidentales (sin contar los franceses) murieron en cautiverio.
La situación era distinta para los prisioneros soviéticos. Se calcula que 5,7 millones de soviéticos fueron capturados por el Eje desde 1941 hasta el final de la guerra. Un millón fueron liberados durante la guerra, muchos pasaron a formar parte de las fuerzas del Eje (como voluntarios u obligados (Hiwis)), 500 000 escaparon o fueron liberados por los aliados y 930 000 fueron encontrados con vida en los campos de prisioneros tras la guerra. Los otros 3 300 000 (57,5 % del total) resultaron muertos.
Según el historiador militar ruso, general Grigoriy Krivosheyev, unos 4 300 000 soviéticos fueron capturados, de los que 1 800 000 fueron encontrados con vida y 318 770 fueron liberados por el Eje durante la guerra, el resto murió.
En 1945 durante la Conferencia de Yalta, los estadounidenses y británicos llegaron a un acuerdo de repatriación de prisioneros con la URSS, aunque fuera de manera forzosa, la llamada Operación Keelhaul. Esto fue completamente distinto con los prisioneros chinos y norcoreanos en la guerra de Corea, donde se les hacía elegir entre volver a su país de origen o quedarse en Corea del Sur; la mitad eligió la segunda opción.

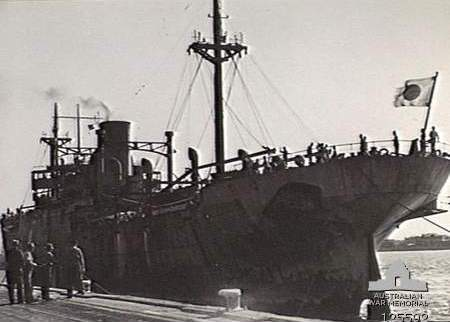
El Kōei Maru en Melbourne en febrero de 1946, para la repatriación de prisioneros de guerra japoneses.

Mientras que Japón se caracterizó por su mal trato a los prisioneros desde un principio (nunca firmó el Convenio de Ginebra), al ser una cultura donde se consideraba la rendición como algo deshonroso, hizo que muchos de sus soldados preferían suicidarse antes de rendirse. Según cálculos del Tribunal de Tokio, el 27,1 % de los prisioneros occidentales murió durante el cautiverio (un 37 % en el caso de los estadounidenses), pero nunca se incluyó el trato a los prisioneros chinos y de otros países asiáticos.
En 1939 tras la Invasión soviética de Polonia, cientos de miles de polacos fueron hechos prisioneros por el Ejército Rojo, de los que varios miles (sobre todo oficiales) fueron ejecutados, destacando la Masacre de Katyn. Se calcula que cerca de 3 150 000 a 3 500 000 de soldados del Eje (sin contar japoneses) fueron capturados, de los que más de un millón murió. Según Krivosheyev, 4 126 964 soldados del Eje fueron hechos prisioneros por la URSS, de los cuales 580 548 murieron. De los 2 389 560 alemanes, unos 450 600 murieron. Un ejemplo clásico es el de los prisioneros hechos en Stalingrado: de 110 000 alemanes capturados, solo 5000 volvieron con vida a su país al final de la guerra.
En tanto que en EE. UU., en una encuesta a 1000 veteranos, un tercio respondió que había recibido órdenes de ejecutar a prisioneros alemanes, sobre todo en el momento en que las tropas no tenían suficientes soldados para vigilarlos.
| Nacionalidad de prisioneros                | Números | Guerra                                       |
| Unión de Repúblicas Socialistas Soviéticas | 4 - 5,7 millones por alemanes (2,7 - 3,3 millones mueren en cautiverio) | Segunda Guerra Mundial (total)               |
| Alemania Nazi                              | - 3 127 380 en URSS (474 967 mueren en cautiverio) - 3 630 000 en Reino Unido - 3 100 000 en Estados Unidos - 937 000 en Francia - 1 300 000 en Yugoslavia, Polonia, Países Bajos, Bélgica, Dinamarca | Segunda Guerra Mundial                       |
| Francia                                    | 1 800 000 por alemanes | Batalla de Francia en Segunda Guerra Mundial |
| Polonia                                    | 675 000 (420 000 por alemanes, 240 000 por soviéticos en 1939; 15 000 en Varsovia en 1944) | Segunda Guerra Mundial                       |
| Reino Unido                                | ~200 000 (135 000 en Europa) | Segunda Guerra Mundial                       |
| EE. UU.                                    | ~130 000 (95 532 capturados por alemanes) | Segunda Guerra Mundial                       |

Sobre los campos alemanes de prisioneros de guerra en la Segunda Guerra Mundial, ver el artículo Stalag.

## Lista de prisioneros famosos
Esta es una lista de prisioneros de guerra que llamaron la atención de la opinión pública:
- Napoleón
- Napoleón III Bonaparte
- Friedrich Paulus
- Werner Drechsler
- Walther von Seydlitz-Kurzbach
- Laurens van der Post
- General Yahya Khan
- A. A. K. Niazi
- Airey Neave
- Rudolf Hess
- John McCain
- Louis Zamperini
- Jeremiah Denton
- Ronald Searle
- Jessica Lynch
- Kurt Vonnegut
- E W Swanton
- Romeo Langlois
- Charles de Gaulle
- Antonio López de Santa Anna
- Francisco I, rey de Francia
- Bernardino Caballero